# Maria Rosa Ferrer Obiols
Pour les articles homonymes, voir Ferrer et Obiols.
Maria Rosa Ferrer Obiols, née le 23 avril 1960 à Andorre-la-Vieille (Andorre) et morte le 10 février 2018 dans la même ville, est une femme politique andorrane. Elle est membre du Parti social-démocrate. 
Elle est maire de la paroisse d'Andorre-la-Vieille et auparavant conseillère générale (députée).
Elle est ministre de la Santé, des Services sociaux et du Travail de 2015 à 2016.

## Sources
- http://www.govern.ad/altres/item/6036-el-cap-de-govern-nomena-un-gabinet-amb-nou-ministres
- http://www.ara.ad/politica/Olga-Gelabert-Cultura-Joventut-Esports_0_1343265926.html